# Hemitaurichthys polylepis
Hemitaurichthys polylepis (лат.) — вид лучепёрых рыб из семейства щетинозубых, родиной которого считается центральная часть Индо-Тихоокеанской области.

## Описание
Это мелкая рыба, с максимальной длиной тела до 18 см.
Тело рыбы сжато с боков, профиль головы закруглён, рыло немного вытянуто, рот терминальный (может выдвигаться вперёд). Очень характерная окраска не оставляет сомнений в идентификации.
Коричнево-жёлтая область, интенсивность цвета которой может варьироваться, полностью покрывает голову и тянется от первых лучей спинного плавника до брюшных плавников.
Остальная часть тела, в том числе и хвостовой плавник, белого цвета. По бокам сверху от хвостового стебля жёлто-оранжевые отметины пирамидальной формы. Анальный плавник также жёлто-оранжевого цвета.

## Среда обитания
Вид широко распространён в тропических и субтропических водах центральной части Индо-Тихоокеанской области от Кокосовых островов и острова Рождества до Полинезии и от южной Японии до Новой Каледонии.
Рыба предпочитает внешние склоны рифов, рядом с которыми может добывать себе еду в открытой воде на глубине от 3 до 60 м.

## Биология
Особи вида живут большими косяками, питаются планктоном в открытой воде рядом с рифами.

## Природоохранный статус
Будучи планктоноядным, вид зависит от колебаний количества планктона из-за изменений климата. На данный момент не наблюдается каких-либо угроз для существования данного вида, в списке Международного союза охраны природы он числится как «вызывающий наименьшие опасения».